# Зубаревич, Владимир Васильевич
Владимир Васильевич Зубаревич (28 июля 1933, Минск — 22 декабря 1981, Ленинград) — советский футбольный тренер.

## Биография
Работал старшим тренером в командах второго и третьего эшелонов первенства СССР
СКА / СКВО Чита (1958—1959, 1967—1970), «Армеец» / «Селенга» / «Локомотив» Улан-Удэ (1964—1966, 1978—1981). Начальник команды СКА Чита в 1971 году. Старший тренер команды КФК «Звезда» Чита.
Владимир Зубаревич, наш тренер, по натуре был деспотом. Придумывал нам всякие невероятные испытания. То заставлял прыгать в бассейн с вышки, то мог в три часа ночи (а жили мы в казарме при улан-удэнском стадионе) в веселом настроении скомандовать: «Орлы! Подъем! Сейчас будет разбор игры».Вячеслав Семёнов, https://www.sibscana.com/new/legendarniy_zemlyak
Скончался в Ленинграде в декабре 1981 года в возрасте 48 лет.
В Чите проводится ветеранский турнир, посвящённый памяти Зубаревича.